# قزل (جرغلان)
قزل (بالفارسية: قزل) هي قرية تقع في إيران في قسم جرغلان الريفي. يقدر عدد سكانها بـ 361 نسمة .